# Robert Green
Robert Paul „Rob“ Green (* 18. Januar 1980 in Chertsey) ist ein ehemaliger englischer Fußballtorhüter.

## Vereinskarriere

### Norwich City
Green durchlief sämtliche Jugendmannschaften bei Norwich City. Bei seinem Debüt in der ersten Mannschaft – dem Derby gegen Ipswich Town am 11. April 1999 – ließ er kein Tor zu und das Spiel endete 0:0 unentschieden. Die Möglichkeit dauerhaft ins erste Team zu kommen, war zu diesem Zeitpunkt aber sehr eingeschränkt, da der Trainer oftmals Andy Marshall den Vortritt ließ. Bis zu Marshalls Wechsel 2001 war Green nicht in der Lage sich gegen ihn durchzusetzen. In der darauffolgenden Saison 2001/02 wurde Green, der zuvor schon in den englischen U-16- bis U-18-Auswahlen gestanden hatte, Stammspieler bei dem Zweitligisten und seine Leistungen trugen dazu bei, dass die „Kanarienvögel“ ins Play-off-Finale zum Aufstieg in die erste Liga einzogen, das dann gegen Birmingham City jedoch im Elfmeterschießen verloren ging.
In der folgenden Saison war Green auf der Position des Torwarts gesetzt. Er blieb zwar gleich 19 Mal ohne Gegentreffer, aber Norwich beendete die Spielzeit auf dem im Vergleich zur Vorsaison enttäuschenden achten Platz. Erst im Jahr darauf gelang der „große Wurf“. Norwich gewann die Zweitligameisterschaft, stieg in die Premier League auf und Green kassierte in 46 Partien nur 39 Tore. Damit katapultierte er sich auch in den Kreis der englischen Nationalmannschaft, musste aber während seiner Premiere in der Erstklassigkeit 77 Mal hinter sich greifen und im Jahr 2005 auf direktem Weg wieder in die Football League Championship absteigen. Hoffnungen auf eine baldige Rückkehr zerschlugen sich schnell. Trainer Nigel Worthington konnte die Abgänge zentraler Spieler nicht kompensieren, auch Green blieb nun nicht fehlerlos und die Gerüchte über einen bevorstehenden Transfer – zu den Interessenten zählten der FC Everton, Charlton Athletic und zuletzt West Ham United – mehrten sich.
Im August 2006 unterzeichnete Green nach der Zahlung einer Ablösesumme in Höhe von zwei Millionen Pfund einen Vierjahresvertrag bei West Ham United. Für Norwich City, das ihm als englischen Nationaltorhüter die Rückkehr in die Premier League nicht neidete, hatte er in insgesamt 241 Begegnungen zwischen den Pfosten gestanden.

### West Ham United
Bei den „Hammers“ traf Green seinen ehemaligen Norwich-Kollegen Dean Ashton wieder, der bereits im Januar 2006 den Weg in den Londoner Osten gefunden hatte. Das erste Spiel für seinen neuen Verein endete zwar mit einer 0:1-Niederlage gegen Tottenham Hotspur, aber Green fand zu alter Stärke zurück, als er vor allem mit zwei überraschenden 1:0-Auswärtssiegen beim FC Arsenal und Manchester United einen wichtigen Beitrag zum Klassenerhalt leistete.
In den beiden folgenden Jahren war Green Teil eines sich auf einem soliden Mittelfeldplatz stabilisierenden Team und entwickelte sich zudem zunehmend zu einem „Elfmetertöter“ – er parierte dabei die ersten drei Strafstöße gegen seine Mannschaft zu Beginn der Saison 2007/08. Durch seine Beständigkeit und weiteren Überraschungsergebnissen in Auswärtsspielen bei favorisierten Klubs (in der Spielzeit 2008/09 blieb er beim FC Liverpool, dem FC Arsenal und dem FC Chelsea ohne Niederlage) untermauerte er nachhaltig seinen Status als einer der besten Torhüter in der höchsten englischen Liga.

### Queens Park Rangers
Zur Saison 2012/13 wechselte Green zu den Queens Park Rangers, wo er einen Zweijahresvertrag unterschrieb.

### Chelsea London
Nachdem Green mit Chelsea die Europa League gewonnen hatte, gab er am 31. Mai 2019 sein Karriereende bekannt.

## Nationalmannschaft
Im März 2004 wurde Green erstmals für die englische A-Nationalmannschaft nominiert und gut ein Jahr später kam er als erst sechster Spieler in der Geschichte von Norwich City Ende Mai 2005 gegen Kolumbien nach Einwechslung zu seinem ersten Länderspiel für die „Three Lions“.
Obwohl sein Verein nur noch zweitklassig agierte, nominierte ihn Englands damaliger Trainer Sven-Göran Eriksson im Jahr 2006 für die Weltmeisterschaft in Deutschland. Eine Leistenverletzung, die sich Green bei einem Vorbereitungsspiel der englischen B-Nationalmannschaft bei einem Abstoß zugezogen hatte, verhinderte aber die Teilnahme. Er wurde von Scott Carson vom FC Liverpool vertreten und nach einer längeren Abwesenheit auf internationaler Bühne sorgte erst Fabio Capello im März 2008 dafür, dass Green wieder zum Kreis der A-Mannschaft gehörte.
Zu einer festen Größe im englischen Tor entwickelte er sich im Jahr 2009. Nach seinem zweiten Länderspiel am 12. Februar 2009 gegen Spanien in Sevilla (0:2) stand er im Verlauf des Jahres sechsmal in der Startelf. Er gehörte zu der Mannschaft, die sich mit einem 5:1-Sieg gegen Kroatien für die WM 2010 in Südafrika qualifizierte und war einen Monat später bei der 0:1-Niederlage gegen die Ukraine der erste englische Nationaltorhüter, der des Feldes verwiesen wurde.
Bei der WM 2010 in Südafrika stand er beim ersten Spiel gegen die USA im Tor. Nach einem kapitalen Fehler, der den Ausgleich für die US-Amerikaner ermöglichte, wurde er im nächsten Spiel durch David James ersetzt, der dann auch in den weiteren Spielen bei dieser WM im Tor stand.